# Frankfurt-Hohenheimer Leitfaden
Der Frankfurt-Hohenheimer Leitfaden (FHL) ist der erste Kriteriologie für ethisch-ökologische Bewertungsmethoden für Geld- und Kapitalanlagen. Der Leitfaden prüft Börsengesellschaften nach Kultur-, Sozial-, und Naturverträglichkeit und ist die umfassendste Kriteriologie für ethische Investments. Entwickelt wurde er 1997 von der Forschungsgruppe „Ethisch-ökologisches Rating“, die Johannes Hoffmann und Gerhard Scherhorn 1992 gründeten.

## Geschichte
1989 wurde der Wirtschaftsethiker der Universität Frankfurt, Johannes Hoffmann, von Managern der Deutschen Bank, bei denen kirchliche Institutionen Geld in zweistelliger Milliardenhöhe anlegten, gebeten, eine Kriteriologie zur Bewertung von Kapitalanlagen zu entwickeln. Beginn war eine Tagung zum Thema: Saubere Gewinne – Ethische Vermögensanlagen 1991 in Bad Boll. Teilnehmer waren Vertreter der Ökobank, der Volksbanken und Sparkassen, der Deutschen Bank, der Landesbank Baden-Württemberg sowie der ersten Agentur für Nachhaltigkeitsratings, Ethical Investment Research Services, aus London. Kurz darauf nahm Hoffmann Kontakt zum damaligen Wirtschaftsweisen, Professor Gerhard Scherhorn von der Universität Hohenheim in Stuttgart auf. Zusammen kamen sie zu dem Schluss, dass ohne eine differenzierte wissenschaftlich erarbeitete Kriteriologie, die neben der Ökonomie und der Ökologie auch die Begründung der kulturspezifischen Menschenrechte berücksichtige, keine Nachhaltigkeitsagentur, kein Unternehmen oder Investor dazu zu bewegen sein könne, in ethisch-ökologische Produkte zu investieren. Daher gründeten beide 1992 die Forschungsgruppe „Ethisch-ökologisches Rating“, die 1993 ihre Arbeit aufnahm. Anfangs traf sich die Gruppe entweder in Frankfurt oder in Hohenheim, um konkrete Aufgaben und Fragestellungen zu entwickeln oder an die Forschenden zu verteilen. Um die Interdisziplinarität in der Gruppe zu erreichen, wurde sie zunächst aus wissenschaftlichen Mitarbeitern der Fachgebiete von Scherhorn und Hoffmann zusammengesetzt. Nach mehreren Symposien in den folgenden Jahren, wurden weitere Experten aus Europa, Lateinamerika, Asien, Afrika und Vertreter des Christentums, des Islam und des Buddhismus involviert. Diskutiert wurde über Einbeziehung von kulturübergreifenden Fragen zu Menschenrechten und zu Überlebenskriterien der Industrie-, Entwicklungs- und Schwellenländer. Konsequent mündeten diese Vorgaben in eine Erörterung der Erklärung der Vereinten Nationen aus dem Jahr 1986 über das „Recht auf Entwicklung“. In der Folge konnten Soziologen, Philosophen, Naturwissenschaftler und Theologen, sowie weitere Mitarbeiter aus allen praktischen Disziplinen, Herkunftsländern und religiösen Glaubensrichtungen für das Projekt gewonnen werden, um die konkrete interkulturelle Brauchbarkeit zu gewährleisten. Daraus entstand 1997 der Frankfurt-Hohenheimer Leitfaden, der mit 850 Einzelkriterien die erste theoretische Grundlage zur ethischen Bewertung von Unternehmen und Kapitalanlagen war. Seitdem ist der Leitfaden Grundlage für die Bewertung von ethisch-ökologischer Bewertungs- und Ratingmethoden für Geld- und Kapitalanlagen.

## Ausgangsthese
Der Bericht des Club of Rome von 1995 besagt, dass die Grenzen des Wachstums bereits vor überschritten wurden. Wirtschaftsführer kommen zu der Ansicht, dass Wirtschaftswachstum nicht mehr der Wohlstandsmehrung der Menschen dient, sondern eher zum Selbstzweck avanciert ist, und der Vermehrung der Geldvermögen dient. Daher sollen gesellschaftliche Kräfte mobilisiert werden, um kulturellen Druck zu erzeugen, der die soziale Marktwirtschaft befähigt, zwischen Liberalismus und Sozialismus, zwischen Konkurrenz und Solidarität und zwischen Ökonomie und Ökologie zu vermitteln. Um Änderungen im globalen Wirtschaftssystem zu erreichen, müssen Geldflüsse in Kanäle gelenkt werden, die zu kleinschrittigen Veränderungen des Normalbereichs führen und die für Innovationen sorgen, die die mit unserem Wirtschaftssystem einhergehenden destruktiven Potenziale unter Kontrolle bringen, und für die Entwicklung einer sozial-, natur- und kulturverträglichen Produktions- und Wirtschaftsweise Impulse geben könnten. Für die Bewertung von Geldanlagen oder Unternehmen wurden bislang Bonität, Rentabilität, Transaktionskosten, Laufzeit und steuerliche Aspekte zugrunde gelegt. Auf dem Hintergrund des kulturellen Drucks und sozialer Bewegungen soll Geld auch unter ethischen Rücksichten angelegt werden. Immer mehr Menschen gehen offenbar von der Prämisse aus, dass ethisch begründete Geldanlagen ein Instrument sein können, für wirtschaftliche Veränderungen zu sorgen, die ökologische und sozialverträgliche Technikentwicklungen hervorbringen.

## Methodik – Aufbau – Hauptsätze
Der Kriteriologie mit insgesamt mit 850 Einzelkriterien liegt dem Konzept der allegorischen Wertbaumanalyse nach Ortwin Renn zugrunde. Die Intention dieser Methode ist es, moralische oder evaluative (axiologische) Komponenten gegenüber der Dominanz von technischen oder ökonomischen Kriterien (Effizienz, Rentabilität) stärker zu gewichten. In Absetzung zu bisherigen Kriteriologien arbeitet der FHL mit drei Hauptästen:

### Kulturverträglichkeit
Untersucht die Verträglichkeit des wirtschaftlichen Handelns mit der fortschreitenden Kultivierung des gesellschaftlichen Gestaltungswillens in Richtung auf die Lebens- und Entfaltungschancen des Individuums, die Integrationsfähigkeit des Gemeinwesens, die Überlebensfähigkeit der natürlichen Mit- und Nachwelt und die Chancen kultureigener Entwicklung (vgl. Menschenrechtskonvention von 1986).

### Sozialverträglichkeit
Beschreibt die Arbeitsbedingungen, Sozialstandards und Menschenrechte. Um Sozialdumping und Menschenrechtsverletzungen zu vermeiden, sind weltweit geltende Rahmenbedingungen unerlässlich. Dazu zählen einheitliche unternehmerische Standards u. a. über Einstellungs- und Entlassungsgrundsätze, Gleichstellungsgrundsätze, Entlohnung und Arbeitsplatzsicherheit.

### Naturverträglichkeit
Bewertet die Hauptkriterien speziell für Öko-Ratings und wird in die Handlungsbereiche Umweltinstitutionen, -informationen, -technologie, Lebewesen, Energie, Stoffe, Transport und Emissionen untergliedert.

## Bücher
- Ethische Kriterien für die Bewertung von Unternehmen-Frankfurt-Hohenheimer -Leitfaden / Johannes Hoffmann / Konrad Ott / Gerhard Scherhorn (Hrsg.), Deutsch und Englisch; IKO-Verlag Frankfurt/Stuttgart 1997, 452 Seiten. ISBN 3-88939-356-X
- „Systemänderung oder Kollaps unseres Planeten, Erklärung der Forschungsgruppe Ethisch-Ökologisches Rating der Goethe-Universität Frankfurt - Arbeitskreis Wissenschaft“, Altius Verlag, Erkelenz 2016
- „Where We Stand When It Comes to Sustainable Financial Markets“, In: The European Central Bank as a Sustainability Role Model. Philosophical, Ethical and Economic Perspectives; Springer Nature Switzerland 2021, S. 1–10.
- Projektgruppe Ethisch-ökologisches Rating / oekom research AG (Hrsg.) Ethisch-ökologisches Rating. Der Frankfurt-Hohenheimer Leitfaden und seine Umsetzung durch das Corporate Responsibility Rating, 2. Erweiterte Auflage, Schriftenreihe zur ökologischen Kommunikation Band 7, oekom-Verlag 2002; ISBN 3-928244-92-2

## Wissenschaftliche Publikationen
- „CSR in Hessen. Transformation zur Nachhaltigkeit – Impulse aus Bildung, Gesellschaft“, Wirtschaft; Springer Gabler, Berlin 2021, Seiten 245–304.